# Mountrail County
Mountrail County är ett administrativt område i delstaten North Dakota, USA, med 7 673 invånare. Den administrativa huvudorten (county seat) är Stanley.

## Geografi
Enligt United States Census Bureau så har countyt en total area på 5 027 km². 4 724 km² av den arean är land och 303 km² är vatten. 

### Angränsande countyn
- Burke County - nord
- Ward County - öst
- McLean County - sydöst
- Dunn County - syd
- McKenzie County - sydväst
- Williams County - väst